# 4 Brygada Strzelców (PSZ)
4 Brygada Strzelców (4 BS) – brygada piechoty Armii Polskiej na Wschodzie.

## Formowanie i zmiany organizacyjne
Brygada została sformowana 25 października 1942 roku, w obozie Khánaqín, w Iraku, w składzie 5 Wileńskiej Dywizji Piechoty, na podstawie rozkazu organizacyjnego nr 1 dowódcy 5 Dywizji Piechoty z dnia 21 października 1942 r. według etatów brytyjskich. Poszczególne bataliony zostały sformowane przez dotychczasowe pułki 5 DP.
W dniu 11 marca 1943 roku na bazie 3 i 4 BS została sformowana 5 Wileńska Brygada Piechoty.

## Organizacja i obsada personalna 4 BS
4 Brygada Strzelców
- Dowództwo brygady 
  - dowódca – płk piech. Józef Giza[b]
  - szef sztabu – mjr dypl. Wilhelm Lewicki[2]
  - kwatermistrz – kpt. Leon Berkowicz[2]
  - kapelan – ks. Bolesław Martyński
- 13 Wileński batalion strzelców „Rysiów” – ppłk Wincenty Powichrowski[2][c]
- 14 Wileński batalion strzelców „Żbików” – mjr Jacek Bętkowski[2]
- 15 Wileński batalion strzelców „Wilków” – mjr Władysław Kamiński[2]

## Uwaga
1. ↑  Miała być formowana jako 14 Brygada Strzelców.
2. ↑  Obowiązki dowódcy brygady objął 9 listopada 1942 r.
3. ↑  W okresie od 25 X do 9 XI 1942 r. pełnił obowiązki dowódcy 4 BS.